# Nathan Lane (rugby à XV)
Pour les articles homonymes, voir Nathan Lane et Lane.

a Compétitions nationales et continentales officielles uniquement.

Dernière mise à jour le 29 décembre 2014.
Nathan Lane, né le 29 septembre 1988 à Saint-Pol-sur-Ternoise (Pas-de-Calais), est un joueur de rugby à XV français. Il évolue au poste de troisième ligne aile au sein de l'effectif du SC Blagnac de 2014 à 2016.
Il continuera ensuite d’évoluer à l’ASV Lavaur de 2016 à 2020. Équipe avec laquelle il sera champion de France 2018.

## Biographie
Nathan Lane débute au club de Gargenville avant d'entrer au centre de formation du Racing Métro 92. Il joue son premier match de Top 14 lors de la saison 2009-2010 au Racing. N'étant que très rarement utilisé par Pierre Berbizier, il choisit, à la fin de la saison 2011-2012, de signer un contrat pro avec le SC Albi et rejoint ainsi ses deux anciens compères espoirs du Racing Métro 92, Nicolas Kraska et Maxime Gau.

## Palmarès
- Vainqueur de la Pro D2 en 2009

- Champion de France espoir avec le Racing Métro 92 saison 2010/2011

- Champion de France Fédéral 1 avec l’ASV Lavaur saison 2017-2018